# Acacia yorkrakinensis
Acacia yorkrakinensis är en ärtväxtart som beskrevs av Charles Austin Gardner. Acacia yorkrakinensis ingår i släktet akacior, och familjen ärtväxter.

## Underarter
Arten delas in i följande underarter:
- A. y. acrita
- A. y. yorkrakinensis